# 8296 Miyama
8296 Miyama è un asteroide della fascia principale. Scoperto nel 1993, presenta un'orbita caratterizzata da un semiasse maggiore pari a 2,8891338 UA e da un'eccentricità di 0,2647754, inclinata di 8,60356° rispetto all'eclittica.